# Masner lubomirus
Masner lubomirus (лат.) — вид перепончатокрылых насекомых, единственный в составе монотипического рода Masner семейства Ceraphronidae из надсемейства Ceraphronoidea.

## Распространение
Австралия и Океания (Фиджи).

## Описание
Мелкие перепончатокрылые насекомые, длина тела от 1,1 до 1,7 мм основная окраска тела желтовато-коричневая (жвалы, усики, клипеус и ноги жёлтые). Усики очень длинные, 11-члениковые (скапус, педицелль, 9-члениковый жгутик) и по своей длине превышают длину всего тела. Скапус в 2,5 раза длиннее педицелля. Нижнечелюстные щупики 4-члениковые, нижнегубные щупики состоят из одного сегмента. Крылья без замкнутых ячеек. Птеростигма развита, вдвое длиннее своей ширины.

## Этимология
Родовое и видовое название Masner lubomirus дано в честь энтомолога Любомира Маснера (Канада), крупного специалиста по паразитическим наездникам